# Valentina Vignali
Violavalentina Vignali, nota semplicemente come Valentina Vignali (Rimini, 30 maggio 1991) è una cestista, modella e personaggio televisivo italiana.

## Biografia
All'età di otto anni, nel 1999, comincia a giocare a pallacanestro; nel 2007 fa l'esordio in Serie A2 con il Basket Cervia, squadra con cui rimane per tre anni e nel 2010 è vice campionessa nel campionato di pallacanestro femminile under-19. Nel 2005 incomincia la carriera di modella dopo che un'amica di famiglia le aveva proposto di partecipare a un concorso e dal 2006 partecipa ai primi concorsi di bellezza nazionali, arrivando finalista a Miss Muretto.
Nel 2009 si è diplomata all'Elite Fashion Academy di Milano e nel 2010 arriva finalista a Miss Italia. Nel 2011 ha presentato il campionato di Legadue a Bologna e nel 2012 ha fatto da madrina al Final Four di Coppa Italia di pallacanestro femminile 2012 e ha presenziato all'All Star Game giocati a Bologna.
Nel 2012-13 conduce Sotto canestro, il programma dedicato alla Serie A di basket con Ugo Francica Nava e Gianmarco Pozzecco in onda il venerdì notte su LA7. Inoltre ha partecipato come valletta ad alcuni programmi Rai 1 e nel 2011 come comparsa al film Sotto il vestito niente - L'ultima sfilata di Carlo Vanzina, oltre ad essere anche ombrellina della MotoGP dal 2011, e assieme a Bianca Balti è stata la nuova testimonial di Telecom Italia dall'autunno del 2012. Nell'ottobre del 2013 posa senza veli per l'edizione italiana della rivista Playboy, che le dedica la copertina.
Nel 2014 posa per GQ Italia, gioca nell'Azzurra Basket VCO di Omegna (VB) in serie C e comincia a condurre SI Basket, il programma dedicato al basket su Sportitalia. Nel 2015 gioca in Valdinievole alla Nico Basket Massa e Cozzile in serie B, e prende parte al film documentario She Got Game-The Movie, sulle protagoniste dello sport femminile, prodotto da Annalisa Zanierato e diretto da Silvia Gottardi.
Il 19 febbraio 2016 passa alla Lazio Pallacanestro 1932. Nel 2016 firma, per la stagione 2016-17, con l'ASD Murgia Basket Santeramo, con cui il 13 maggio 2017 ottiene la promozione in Serie B, e diventa testimonial della linea Sport Addicted di Pupa insieme alla ginnasta Carlotta Ferlito ed alla ballerina Elena D'Amario. Ad agosto 2017 firma all'Idea Sport Milano per la stagione 2017-18.
Da settembre 2017 a giugno 2018 è opinionista fissa nella prima edizione della trasmissione condotta da Alfonso Signorini e Valeria Marini, Casa Signorini dedicata alla cronaca rosa in generale. L'anno successivo torna a giocare nella capitale, il 6 agosto 2018 firma in serie A2 con Athena Basket Roma. Da settembre 2018 conduce la rubrica a puntate “tradiRAI” sui canali social di Rai2 e nel dicembre 2018 recita nella commedia Natale a Roccaraso diretto da Mauro Russo.
A febbraio 2019 è tra i protagonisti del documentario andato in onda su Rai2 Giovani e influencer diretto da Alberto D’Onofrio. Dall'8 aprile 2019 partecipa come concorrente alla sedicesima edizione del Grande Fratello su Canale 5, venendo eliminata dopo 57 giorni. Nel luglio 2019 recita nella commedia Riccione diretto da Giorgio Romano; nello stesso anno pubblica per la casa editrice Sperling & Kupfer un libro autobiografico intitolato Forti come noi.
A settembre 2019 è stata scelta da 2K Games come nuova testimonial italiana del videogioco sportivo NBA 2K20 e firma un biennale con la Smit Roma Centro in Serie B. Nel gennaio 2020 debutta musicalmente come rapper con il suo primo singolo Nada, seguito poi da altri brani rap. Da novembre 2020 è la nuova testimonial di Victoria's Secret Italia.
A ottobre 2023 è protagonista della campagna di QVC e Fondazione Umberto Veronesi sulla prevenzione dei tumori, insieme a Samantha De Grenet.
A febbraio 2025 è ambassador di P!ckers, protagonista dello spot del brand, e madrina della quarantanovesima edizione della Coppa Italia di Pallacanestro maschile a Torino.
Comincia inoltre a collaborare con DAZN per i contenuti social sulla pallacanestro.

### Vita privata
Nel 2013, all'età di 22 anni, le è stato diagnosticato un carcinoma papillare, che è riuscita a superare affrontando un intervento di tiroidectomia e conseguenti cicli di radioterapia.
È stata legata sentimentalmente dal 2013 al 2018 al cestista Stefano Laudoni e dal 2019 al 2022 al fotografo e regista Lorenzo Orlandi. Dal 2024 ha una relazione con il cestista Fabio Stefanini, che aveva frequentato già nel 2011.

## Televisione
- Miss Muretto (Italia 1, 2009) - concorrente
- Miss Italia (Rai 1, 2010) - concorrente
- Sotto Canestro (LA7, 2012-2013) - conduttrice
- Lucignolo (Italia 1, 2013) - ospite
- SI Basket (Sportitalia, 2014) - conduttrice
- Pomeriggio Cinque (Canale 5, 2016-in corso) - opinionista
- The Hottest Swimsuit (MTV, 2017)
- Casa Signorini (361tv, 2017-2018)
- Avanti un altro! (Canale 5, 2018) - web star
- Scanzonissima (Rai2, 2018)
- The Hottest Summer 2018 (Real Time, 2018)
- The Hottest Winter 2018 (Real Time, 2018)
- The Sweetman Celebrities (Sky Uno, 2018)
- Giovani e influencer (Rai 2, 2019)
- Grande Fratello 16 (Canale 5, 2019) - concorrente
- Tagadá (LA7, 2019)
- Mattino Cinque (Canale 5, 2019) - opinionista
- Domenica Live (Canale 5, 2020-2021) - opinionista
- Next Generation Fest (Rai Cultura, 2023) - conduttrice

## Campagne pubblicitarie
- Telecom Italia (2011)
- Kickz (2014)
- Clinique (2016)
- Nescafé (2016)
- Pupa (2017)
- KIKO (2017)
- Huawei (2017)
- Coccinelle (2017)
- Puma (2017)
- Moonboot (2017)
- Stroili (2018)
- Americanino (2018)
- American Tourister (2018)
- Kejo (2018)
- Biotherm (2018)
- Everlast (2018)
- Tissot (2018)
- Oil Of Olaz (2019)
- NBA 2K20 (2019)
- Supradyn (2020)
- Daniel Wellington (2020)
- Head & Shoulders (2020)
- Oral-B (2020)
- Nadine Merabi (2020)
- Maxibon (2020)
- Victoria’s Secret (2020)
- Elisabetta Franchi (2021)
- Ghd (2021)
- Oh Polly (2022)
- QVC (Italia) (2023)
- Big Babol X NBA (2024)
- Mariuccia Milano (2024)
- Kidult (2024)
- Playstation (2025)
- P!ckers (2025)

## Altre attività

### Filmografia
- She Got Game, regia di Silvia Gottardi (2015)
- Natale a Roccaraso, regia di Mauro Russo (2018)
- Riccione, regia di Giorgio Romano (2019)
- Timor - Finché c'è morte c'è speranza, regia di Valerio Di Lorenzo (2024)

### Calendari
- Playboy (2013)
- GQ (2014)

### Libri
- Forti come noi (2019)

### Web TV
- Drop Out (2022, Hibe)

## Discografia

### Singoli
- 2020 – Nada
- 2020 – Vivi E Ridi Sempre
- 2020 – No Mercy No Shame
- 2020 – Errori